# Béla Kiss
Béla Kiss (28. červenec 1877, Izsák – ?) byl maďarský sériový vrah, který zabil 23 mladých žen (včetně manželky) a jednoho muže. Těla po vraždě nakládal do sudů za domem.

## Životopis
Vyučil se klempířem. Žil v Cinkotě (dnešní Budapešť), kam se roku 1900 přistěhoval se svou ženou Marií. Lidé z vesnice je měli rádi a chodili k nim na večírky, kde je Kiss bavil obdivuhodnými znalostmi dějepisu.
Roku 1912 zjistil, že mu byla žena nevěrná. Ve svém domě v noci ji napadl, svázal a poté ji odtáhl na dvorek za domem, kde ji zavřel do sudu s methanolem. Druhý den oznámil, že se s ním žena rozvedla. Vlastníkovi domu namluvil, že v sudu je benzín. Kiss si poté začal vybírat nové partnerky, které však záhadně mizely. Ani jeho hospodyně Jakubcová je nikdy neviděla.
Když vypukla první světová válka, přihlásil se do armády. Lidé o něho údajně měli strach a každý den se prý modlili, aby se vrátil. Roku 1916 mu vypršela nájemní smlouva. Vlastník domu chtěl „sudy s benzínem“ předat armádě. Když však jeden ze sudů otevřel, objevila se v něm mrtvola Marie Kissové. Správce zavolal policii, s níž otevřel ještě 18 sudů. V každém byla mrtvola mladé ženy.
Vyšetřovatel Károly Nagy se domníval, že hospodyně Jakubcová o vraždách věděla. Ta však přísahala, že o nich vůbec nevěděla a že jí Kiss nařídil, že se sudy nesmí otevírat.
Dne 4. října 1916 dostal Nagy dopis ze Srbska, v němž stálo, že Kiss leží v Bělehradském lazaretu. Když tam Nagy dorazil, ležel v Kissově posteli mrtvý voják, který se mu však vůbec nepodobal.

## Zmizení
V následujících letech byl údajně několikrát viděn. Z jeho skutečného osudu vycházely různé zvěsti, včetně toho, že byl v Rumunsku uvězněn za vloupání nebo zemřel na žlutou zimnici v Turecku. Údajně však měl pod jménem Hoffman působit ve francouzské cizinecké legii a několikrát se objevit v Budapešti. Roku 1932 prý viděl policista Henry Oswald Kisse, jak vystupuje z newyorského metra.
Kissův další osud a přesný počet obětí zůstávají neznámé a Kiss nebyl nikdy dopaden.